# Culicoides komarovi
Culicoides komarovi är en tvåvingeart som beskrevs av Mirzayeva 1985. Culicoides komarovi ingår i släktet Culicoides och familjen svidknott. Inga underarter finns listade i Catalogue of Life.